# Besedotvorna vrsta
Besedotvorne vrste so različni načini, kako v slovenskem jeziku tvorimo nove besede iz že obstoječih. Od besedotvornih vrst je najpogostejša izpeljava, pri glagolih tudi sestava, nato zloženke in na koncu sklopi. Vse vrste so žive. Jože Toporišič je v Slovenski slovnici zapisal, da se v slovenskem jeziku uporabljajo naslednji besedotvorni načini:

1. izpeljava: Novo besedo tvorimo tako, da podstavi dodamo pripono, medpono ali prosto pripono. Pri tem se prvotni podstavi pogosto spreminjajo slovnične značilnosti. Izpeljane besede so izpeljanke. Način njihove tvorbe imenujemo sufiksacija. 

Zgled: a) sin-ko, dragi sin/majhen sin
b) otroč-ek, majhen otrok - premena po zvenečnosti, /k/ gre v /č/
c) ubožec, ubogi otrok - premena po zvenečnosti, /g/ gre v /ž/

Algoritem za izpeljavo: 
1. izhajati moramo iz besedne zveze (imenske, glagolske, predikacijske), ki je pomenska vsebina bodoče izpeljanke;
2. izberemo priponsko obrazilo s pomenom tistega dela besedne zveze, ki iz prvotne cele besedne zveze ne bo izbran za podstavo izpeljanke;
3. odločiti se moramo za besedo, iz katere bomo izpeljevali;
4. izbrani besedi odvzamemo slovnične lastnosti (besednovrstne, sklonske, spolne, številske ipd.), da dobimo podstavo tvorjenke;
5. združimo podstavo in obrazilo po načelu končnosti oz. nekončnosti sestavin bodoče besede (konkretno: podstava pride pred obrazilo);
6. popravimo morfemski šiv na podlagi zakonov o premenih glasovja (če je seveda predvideno) in postavimo naglas, kar predvideva izbrano obrazilo.
1. dragi sin           
2. -ko                 
3. sin                 
4. sin-                
5. sin- + -ko          
6. sinko   
1. ubogi človek
2. -ec
3. ubog
4. ubog-
5. ubog- + -ec
6. ubožec            

2. zlaganje: Besedo tvorimo tako, da se večdelna govorna podstava večinoma poveže z veznim samoglasnikom ali pa z imenovalniško končnico, kar nekončnemu delu podstave jemlje slovnične značilnosti. Vezni samoglasnik je tožilniški ali rodilniški. Končnemu delu podstave je dodana pripona ali pa v njem nastopa oblika prvotne govorne podstave. Izpeljane besede imenujemo zloženke.

Zgled: a) staromoden - stare mode b) vročekrven - vroče krvi c) kažipot - kaže pot č) častihlepen - hlepeč po časti d) zobozdravnik - zdravnik zob
e) avtocesta - cesta za avtomobile 
Pri prvem načinu zlaganja (a-č) se nasproti prvotni podstavi pogosto spreminjajo slovnične značilnosti (stare mode - staromoden), pri drugem načinu (d-e) pa se slovnične značilnosti ravnajo po tistem delu podstave, ki v zloženki pride na konec. 
Algoritem za izpeljavo zloženk:
1. izhajati moramo iz besedne zveze, ki je pomenska vsebina bodoče zloženke;
2. izberemo obrazila: medponsko, eventualno tudi priponsko;
3. izberemo dve ali več polnopomenskih besed te zveze za bodočo podstavo zloženke;
4. odvzamemo slovnične lastnosti izbranim polnopomenskim besedam ali pa le odvisni;
5. združimo izbrano, in sicer tako, da pride beseda z odvzetimi lastnostmi na prvo mesto (če so lastnosti odvzete obema, se ohranja prvotno zaporedje oz. pride odvisni del spredaj), če je izbrana še pripona, pride ta na konec;
6. popravimo morfemski šiv in postavimo naglas na podlagi ustreznih zakonitosti.
1. tak, ki gleda črno
2. -o-, -0
3. gledati, črno
4. -gled-, črn-
5. črn- + -o- + -gled- + -0
6. črnogled
1. zdravnik zob
2. -o-
3. zdravnik, zobje
4. -zdravnik, zob-
5. zob- + -o- + -zdravnik
6. zobozdravnik

3. sestavljanje: Novo besedo tvorimo tako, da enodelni podstavi dodamo predpono. Slovnične značilnosti podstave ostanejo enako, zamenja se edino nedovršnost z dovršnostjo. Izpeljano besedo imenujemo sestavljenka.

Zgled: nad-učitelj, pre-mlad, pra-mati, po-piti, ne-hote, od-iti, za-pustiti, pod-ravnatelj;
Algoritem za tvorbo sestavljenke:
1. izhajati moramo iz besedne zveze, ki izraža pomensko vsebino bodoče tvorjenke;
2. besedo ali besedje prvotne besedne zveze izrazimo s predponskim obrazilom;
3. izberemo iz besedne zveze eno samo besedo za podstavo tvorjenke;
4. izbrani besedi za podstavo tvorjenke odvzamemo določene slovnične lastnosti;
5. zadevo združimo;
6. popravimo šiv in naglas.
1. višji učitelj
2. nad-
3. učitelj
4. -učitelj
5. nad- + -učitelj
6. nadučitelj
1. prvotna mati
2. pra-
3. mati
4. -mati
5. pra- + -mati
6. pramati
1. iti vstran
2. od-
3. iti
4. -iti
5. od- + -iti
6. oditi

4. sklapljanje: Novo besedo tvorimo tako, da enote večdelne podstave enostavno sklopimo v novo besedo. Pri sklapljanju lahko pride do izgube kakega naglasa podstave ali pa se naglas drugače spremeni.

Zgled: se-ve-da, bog-ve, kdor-koli, oče-naš, temno-rdeč, za-tem;
5. konverzija: Novo besedo tvorimo tako, da prvotni enodelni podstavi spremenimo slovnične značilnosti npr. zamenjamo spol, številno, besedno vrsto;

Zgled: dežurni človek - dežurni, kos železa - železo, ženska z lepoto - lepota, 
Algoritem izpeljave tvorjenk pri konverziji:
1. izhajati moramo iz besedne zveze, ki ubesedjuje določen pomen;
2. izbrati moramo obrazilo končnico, ki nadomešča del prvotne zveze, ki ne bo izbran za podstavo tvorjenke;
3. izberemo eno enoto te zveze za podstavo tvorjenke;
4. odvzamemo izbrani besedi slovnične lastnosti;
5. združimo;
6. popravimo morfemski šiv in eventualno postavimo nov naglas.

1. dežurni človek
2. -i (m)
3. dežuren
4. dežurn- 
5. dežurn- + -i
6. dežurni
1. kos železa
2. -o (števno)
3. železo
4. želez-
5. želez- + -o
6. železo

6. mešana tvorba: Nova beseda nastane s kombinacijo krnitve in sklapljanja. Značilna je npr. v poimenovanjih FF (Filozofska fakulteta), NUK (Narodna in univerzitetna knjižnica), MGL (Mestno gledališče ljubljansko). Algoritem predvideva krnitev delov prvotnega večbesednega poimenovanja na začetne glasove ali zloge, nato strnitev krnov v eno besedo in postavitev naglasa (večinoma na zadnji del osnove).
Kombinacijo krnitve in izpeljave imamo v primerih Božo iz Božidar, Slavko iz Stanislav, Lojze iz Alojzij, Polde iz Leopold, Vinko iz Vincenc;
Obstaja pa tudi oblika krnitve, ko je krn neposredno uporabljen kot nova beseda npr. Iča iz Mariča, Nik iz Nikolaj, Luka iz Lukas;
1. ↑  Toporišič, Jože (2004). Slovenska slovnica (4., prenovljena in razširjena izd.). Maribor: Obzorja. ISBN 9612301719. OCLC 443045585.